# Lloyd Phillips
Lloyd Phillips (Città del Capo, 14 dicembre 1949 – Malibù, 25 gennaio 2013) è stato un produttore cinematografico sudafricano naturalizzato neozelandese. È stato il primo neozelandese a vincere un Oscar.

## Biografia
Nato in Sudafrica da genitori inglesi e cresciuto ad Auckland, ha lavorato come fotoreporter prima di frequentare la National Film and Television School in Inghilterra negli anni settanta. Ivi avrebbe prodotto il suo primo film, il cortometraggio The Dollar Bottom, vincitore dell'Oscar al miglior cortometraggio nel 1981: Phillips è stato così il primo neozelandese in assoluto a vincere un premio Oscar.
Tornato in patria, si è imbarcato in due produzioni impegnative per il cinema neozelandese dell'epoca: Destructors (1982), un clone hollywoodiano a basso costo di Mad Max girato in Nuova Zelanda a causa dello sciopero degli sceneggiatori della Writers Guild of America, e Savage Islands (1983), un film in costume costato 7,5 milioni di dollari interamente finanziato in Nuova Zelanda ma pensato per il pubblico statunitense, dove sarebbe stato distribuito dalla Paramount. Nonostante l'insuccesso di quest'ultima operazione, il film prodotto da Phillips ha rappresentato un passo storico nello sviluppo dell'industria cinematografica neozelandese e ha segnato l'esordio di maestranze come Lee Tamahori e Stuart Dryburgh.
Trasferitosi a Hollywood, ha continuato ad operare come produttore indipendente e a cercare di aiutare il cinema neozelandese, producendo il secondo film americano di Tamahori, L'urlo dell'odio (1997), o facendo sì che Vertical Limit (2000) di Martin Campbell, un altro esule neozelandese di cui era stato direttore di produzione di lunga data, venisse girato e co-finanziato in Nuova Zelanda, rendendolo con 75 milioni di dollari di budget il film più costoso ad essere mai stato girato in Nuova Zelanda fino alla trilogia de Il Signore degli Anelli. Altri film che ha prodotto sono stati L'esercito delle 12 scimmie (1995), Bastardi senza gloria (2009) e L'uomo d'acciaio (2013).
Prima di morire di arresto cardiaco all'età di 63 anni, stava lavorando alla produzione di The Great Wall (2016) e XXx - Il ritorno di Xander Cage (2017).

## Filmografia

### Produttore
- The Dollar Bottom, regia di Roger Christian – cortometraggio (1981)
- Destructors (Warlords of the 21st Century), regia di Harley Cokeliss (1982)
- Savage Islands, regia di Ferdinand Fairfax (1983)
- Ruby Cairo, regia di Graeme Clifford (1992)
- L'esercito delle 12 scimmie (Twelve Monkeys), regia di Terry Gilliam (1995) - co-produttore
- L'urlo dell'odio (The Edge), regia di Lee Tamahori (1997) - produttore esecutivo
- Lucky, re del deserto (Running Free), regia di Sergej Bodrov (1999) - produttore esecutivo
- Vertical Limit, regia di Martin Campbell (2000)
- Beyond Borders - Amore senza confini (Beyond Borders), regia di Martin Campbell (2003)
- Striscia, una zebra alla riscossa (Racing Stripes), regia di Frederik Du Chau (2005)
- The Legend of Zorro, regia di Martin Campbell (2005)
- The International, regia di Tom Tykwer (2009)
- Bastardi senza gloria (Inglourious Basterds), regia di Quentin Tarantino (2009) - produttore esecutivo
- The Tourist, regia di Florian Henckel von Donnersmarck (2010) - produttore esecutivo
- L'uomo d'acciaio (Man of Steel), regia di Zack Snyder (2013) - produttore esecutivo

### Sceneggiatore
- Savage Islands, regia di Ferdinand Fairfax (1983) - soggetto

## Riconoscimenti
- Premio Oscar
  - 1981 – Miglior cortometraggio per The Dollar Bottom